# Piranga à dos rayé
Piranga bidentata
Espèce
Statut de conservation UICN

 LC  : Préoccupation mineure
Le Piranga à dos rayé (Piranga bidentata), anciennement Tangara à dos rayé, également appelé Tangara de Rieffer, Tangara rouge feu ou Tangara de Swainson, est une espèce de passereaux de la famille des Cardinalidae (auparavant placée dans la famille des Thraupidae).

## Répartition

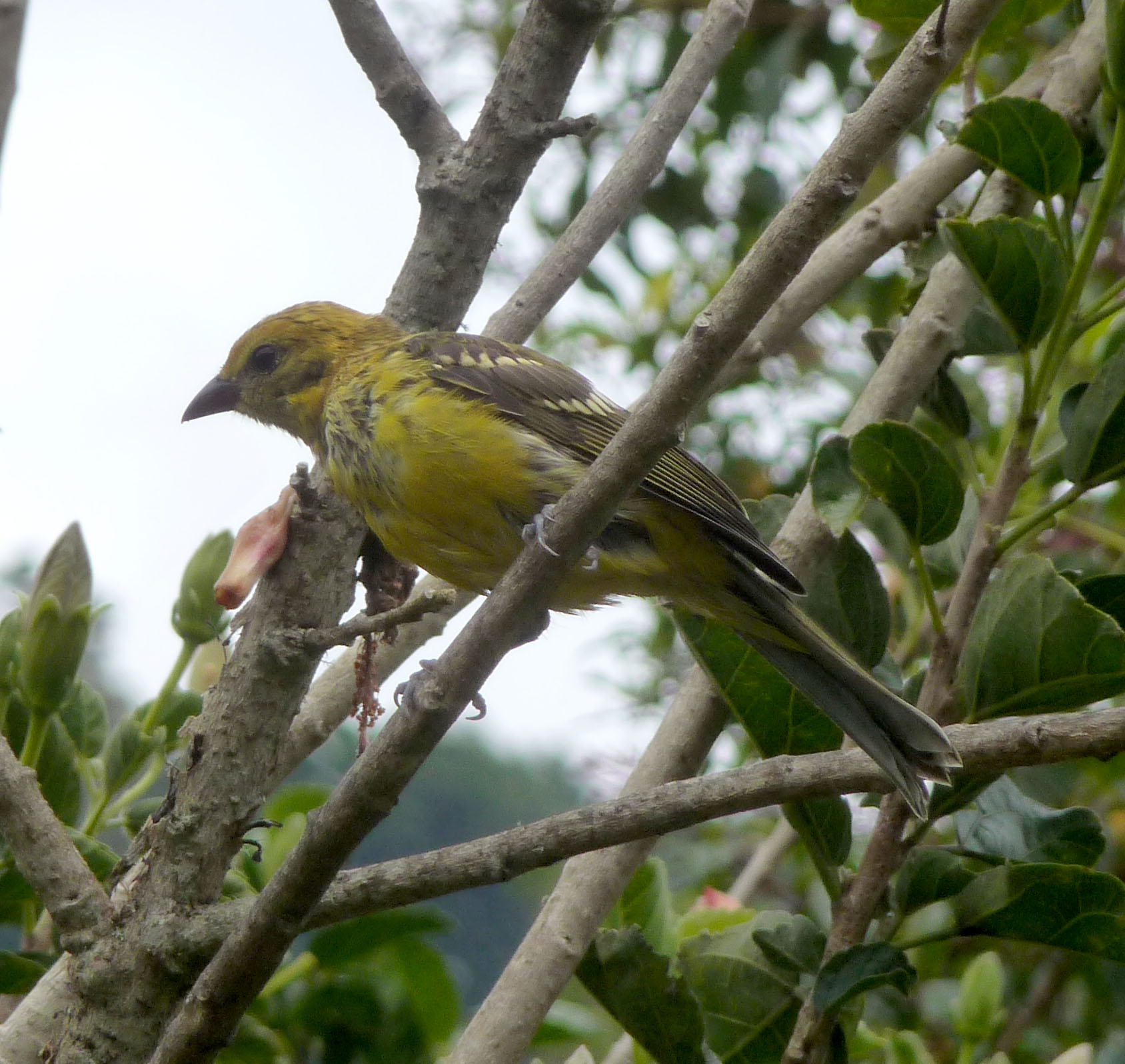
femelle

Cet oiseau peuple les régions montagneuses du Mexique et d'Amérique centrale.

## Sous-espèces
- Piranga bidentata bidentata Swainson, 1827
- Piranga bidentata citrea Van Rossem, 1934
- Piranga bidentata flammea Ridgway, 1887
- Piranga bidentata sanguinolenta Lafresnaye, 1839